# Afrikanska mästerskapen i fäktning 2003
Afrikanska mästerskapen i fäktning 2003 arrangerades mellan den 13 och 20 september 2003 i Dakar i Senegal. Det var den femte upplagan av afrikanska mästerskapen i fäktning.

## Medaljörer

### Herrar
| Gren                  | Guld             | Silver               | Brons   |
| Florett, individuellt | Sofiane El-Azizi | Zakaria Ameur Tair   |         |
| Värja, individuellt   | Maher Ben Aziza  | Mohamed Ben Romdhane |         |
| Sabel, individuellt   | Mohammed Rebai   | Raouf Salim Bernaoui |         |
| Florett, lag          | Tunisien         | Algeriet             | Marocko |
| Värja, lag            | Tunisien         | Senegal              | Marocko |
| Sabel, lag            | Algeriet         | Tunisien             | Marocko |

### Damer
| Gren                  | Guld           | Silver                       | Brons    |
| Florett, individuellt | Inès Boubakri  | Wassila Rédouane-Saïd-Guerni |          |
| Värja, individuellt   | Meriem Hayouni | Imène Ben Chaabane           |          |
| Sabel, individuellt   | Sondes Samandi | Ouassila Yemmi               |          |
| Värja, lag            | Tunisien       | Algeriet                     | Senegal  |
| Sabel, lag            | Tunisien       | Senegal                      | Algeriet |

## Medaljtabell
*   Värdland ( Senegal)
| Nr                  | Nation              | Guld | Silver | Brons | Totalt |
| ------------------- | ------------------- | ---- | ------ | ----- | ------ |
| 1                   | Tunisien            | 9    | 3      | 0     | 12     |
| 2                   | Algeriet            | 2    | 6      | 1     | 9      |
| 3                   | Senegal*            | 0    | 2      | 1     | 3      |
| 4                   | Marocko             | 0    | 0      | 3     | 3      |
| Totalt (4 nationer) | Totalt (4 nationer) | 11   | 11     | 5     | 27     |